# Mueang Suphanburi (huyện)
Mueang Suphanburi (tiếng Thái: เมืองสุพรรณบุรี) là huyện thủ phủ (Amphoe Mueang) của tỉnh Suphanburi, miền trung Thái Lan.

## Địa lý
Các huyện giáp ranh (từ phía nam theo chiều kim đồng hồ) là: Bang Pla Ma, U Thong, Don Chedi, Si Prachan của tỉnh Suphanburi, Wiset Chai Chan của tỉnh Ang Thong và Phak Hai của tỉnh Ayutthaya.
Nguồn nước chính ở huyện này là sông Tha Chin.

## Hành chính
Huyện này được chia thành 20 phó huyện (tambon), các đơn vị này lại được chia ra thành 123 làng (muban). Suphanburi  là một thị xã (thesaban mueang) nằm hoàn toàn trên tambon Tha Philiang và một phần của Rua Yai và Tha Rahat.  Có three townships (thesaban tambon) - Tha Sedet nằm trên toàn bộ tambon Sa Kaeo, Suan Taeng nằm trên một phần của the tambon Suan Taeng và Sala Khao, còn Pho Phraya nằm trên một phần của tambon Pho Phraya. Có 18 Tổ chức hành chính tambon.
| 1.  | Tha Phi Liang | ท่าพี่เลี้ยง   |  |
| 2.  | Rua Yai       | รั้วใหญ่     |  |
| 3.  | Thap Ti Lek   | ทับตีเหล็ก   |  |
| 4.  | Tha Rahat     | ท่าระหัด    |  |
| 5.  | Phai Khwang   | ไผ่ขวาง    |  |
| 6.  | Khok Kho Thao | โคกโคเฒ่า  |  |
| 7.  | Don Tan       | ดอนตาล    |  |
| 8.  | Don Masang    | ดอนมะสังข์  |  |
| 9.  | Phihan Daeng  | พิหารแดง   |  |
| 10. | Don Kamyan    | ดอนกำยาน  |  |
| 11. | Don Pho Thong | ดอนโพธิ์ทอง |  |
| 12. | Ban Pho       | บ้านโพธิ์    |  |
| 13. | Sa Kaeo       | สระแก้ว    |  |
| 14. | Taling Chan   | ตลิ่งชัน     |  |
| 15. | Bang Kung     | บางกุ้ง     |  |
| 16. | Sala Khao     | ศาลาขาว   |  |
| 17. | Suan Taeng    | สวนแตง    |  |
| 18. | Sanam Chai    | สนามชัย    |  |
| 19. | Pho Phraya    | โพธิ์พระยา  |  |
| 20. | Sanam Khli    | สนามคลี    |  |